# Пукляки
Пукля́ки — село в Україні, в Гуківській сільській громаді Кам'янець-Подільського району Хмельницької області.

## Назва
Село з гарною та дивною назвою – Пукляки є досить стародавнє. Хоча мешканці навколишніх сіл називають його Покляки. Назва ця очевидно давня та походить від власного імені Покляк. В околицях Скали є декілька сіл, назви котрих походять від власних імен: Іванків, Летава, Ярослав, Мар'янівка. Напевно люди з такими іменами були першими жителями тих місцевостей, тому ті місцевості, а пізніше і села люди почали називати іменами тих перших поселенців.

## Географія
Подільське село Пукляки розташоване в південно-західній частині України, на півострові, на лівому березі річки Збруч, за 40 кілометрів автодорогами від міста Кам'янець-Подільський. Поля, що прилягають до села, порізані ярами, балками. Землі родючі, переважають чорноземні ґрунту, в окремих місцях — суглинкові і піщані.

### Клімат
Пукляки знаходяться в межах вологого континентального клімату із теплим літом. Але діяльність людини досить часто призводить до екоциду, поганих змін та глобального потепління. Рівень наповнення річок водою по області становить лише 20 % від необхідного стандарту, значна частина земної поверхні стає посушливою. Для покращення ситуації варто було б проводити ревайлдинг, відновлювати екосистеми та лісові насадження.

## Історія
Перша письмова згадка про село датується 14 лютого 1431 року, коли польський король Ягайло записав 30 гривень якомусь Станіславу, слузі Януша Кирдиєвича, старости Скали на село Пукляки з такою умовою: «Жити персонально на Поділлю, служити в часі війни зі всіма підданими, платити всі податки і виконувати всі обов'язки».
В 1530 році воно являло собою невеличке село і мало всього лише 1 плуг. В 1542 році знову заселено, можливо після татарського нашестя. В 1565 році Пукляки були в «Державі» і перебували в оренді Кліментія Костржевського. В 1615 році орендатором був Петро Врублевський і його дружина Маруша.
Юхим Сіцінський писав, що церква Преображення збудована в 1720 року – дерев’яна триверха споруда, в 1740 року була ветха. Існувала до 1820-х років.
ХVІІІ столітті Пукляки приєднують до Бережанського старости і з цього часу історична доля цих двох сіл тісно переплітаються. В 1793 році Поділля було приєднане до Російської імперії та Пукляки поступили в казну, а потім передані в оренду Сомову. Пізніше — в безкоштовну оренду на 12 років генералу Борису Княжному. В 1828 році Пукляки знову передаються в казну.
В кінці ХІХ століття поміщик Романов купив у священика Яворського 236 десятин землі, тут він побудував свої маєтки і господарські будівлі. Поміщик Романов жорстоко експлуатував селян села.
Внаслідок поразки Перших визвольних змагань на початку XX століття, село надовго окуповане російсько-більшовицькими загарбниками.
Радянська окупація принесла колективізацію та розкуркулення, мешканці села зазнали репресій. Багатьох частинах Поділля відбувались масові селянські повстання, проти радянської влади. Складним періодом історії села були роки колективізації. В період якої було посильно об'єднано одноосібні господарства в колективні, а небажаючих об'єднуватися було виселлено, відібравши при цьому їхнє майно. Безвинних людей влада обзивала «куркулями», позбавила всього чого вони нажили важкою власною працею, тільки через те, що хотіли працювати самостійно. Щоб пришвидшити колективізацію влада використовувала не тільки каральні методи до селян, але й стимулювальні. Таким важелем примусу стало оподаткування. Було вирішено головний тягар податків перенести на плечі одноосібників, які не хотіли вступати в колгосп, з одночасним наданням пільг в оподаткуванні колгоспникам.
У 1932–1933 роках селяни села пережили влаштований комуністами голодомор. Вже в грудні 1932 року в селі почали вмирати з голоду. В багатьох опухали ноги, набрякали обличчя. Найважчим періодом голоду 1933 року була весна. Люди масово помирали. Кому пощастило дожити до літа, харчувалися травою, їли м'ясо собак і котів, вживали річкові шкальки. Коли почався голод, усе більше людей намагалося втекти на правий берег річки Збруч. А там місцеві священники закликали селян збирати продукти для голодуючих з лівого берега. Голод 1932-33 років остаточно зламав опір селян, які були проти  колективізації, і посилив колгоспну систему господарювання, що і входило в плани державної влади.
В роки Великого терору 1936-1937 карали всіх, незалежно від віку і статі, хто виступив проти несправедливості, висловив думку про те, що можна було б жити краще, хто критикував органи влади. Вироки людям виносили без суду і слідства, лише за рішенням особливих комітетів. Ці вироки були остаточними, як правило надзвичайно жорстокими, розстріл або багаторічне ув'язнення. В'язні не просто відбували покарання, їх примушували працювати на найтяжчих роботах: рубати ліс у сибірській тайзі, прокладати залізниці, рити канали, добувати вугілля і руду. Люди гинули від тортур, виснаження, недоїдання, хвороби. Не обминули репресії і домівок жителів села Пукляки. Лише з цього невеличкого села було засуджено та відправлено на важкі виправні роботи 14 односельчан.
До 1939 року по річці Збруч проходив кордон із Польщею, так з 1 листопада 1926 по 1 листопада 1927 польські прикордонники затримали 9509 перебіжчиків із радянської сторони, люди тікали від радянських репресій, у зворотному напрямку, за той же період 745 осіб.
По закінченню Другої світової війни у 1946—1947 роках мешканці села вчергове пережили голод.
В 1968 році закінчено будівництво клубу, побудовано кормокухню, гараж на польовому стані. В 1969 році закінчено будівництво складу для міндобрив, сушильну площадку, котельню, баню, гараж для автомашин.
З 1991 року в складі незалежної України.
15 вересня 2016 року шляхом об'єднання сільських територіальних громад, село увійшло до складу Гуківської сільської громади. Об'єднання в громаду має створити умови для формування ефективної і відповідальної місцевої влади, яка зможе забезпечити комфортне та безпечне середовище для проживання людей.
До адміністративної реформи 19 липня 2020 року село належало до Чемеровецького району, після його ліквідації, увійшло до складу Кам'янець-Подільського району.

## Населення
Населення становить 402 особи за переписом 2001 року.
2015 року в селі мешкало 247 осіб.

### Мова
У селі поширені західноподільська говірка та південноподільська говірка, що відносяться до подільського говору, який належить до південно-західного наріччя.
100 % населення вказало своєю рідною мовою українську мову за даними перепису 2001 року.

## Відомі люди

### Уродженці
- Михайличенко Володимир Васильович — заслужений журналіст України.

### Проживали, перебували
- Димінський Андрій Іванович — український етнограф і фольклорист. Працював у Пукляках в середині 19 століття писарем сільської управи.

## Природоохоронні території
Село лежить у межах національного природного парку «Подільські Товтри». Неподалік від села розташована геологічна пам'ятка природи — «Печера в тортонських відкладах».

## Галерея

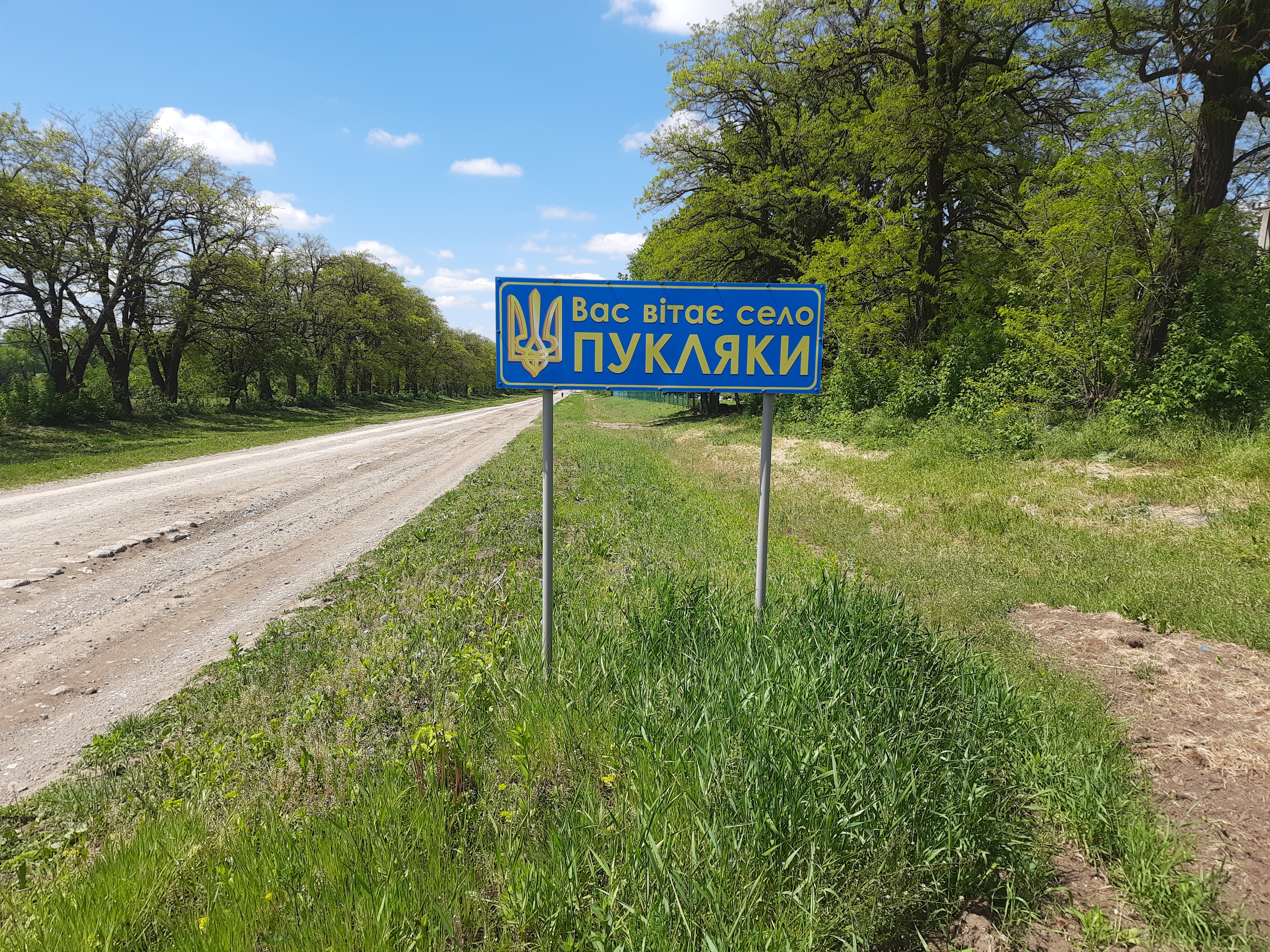
В'їзд у село
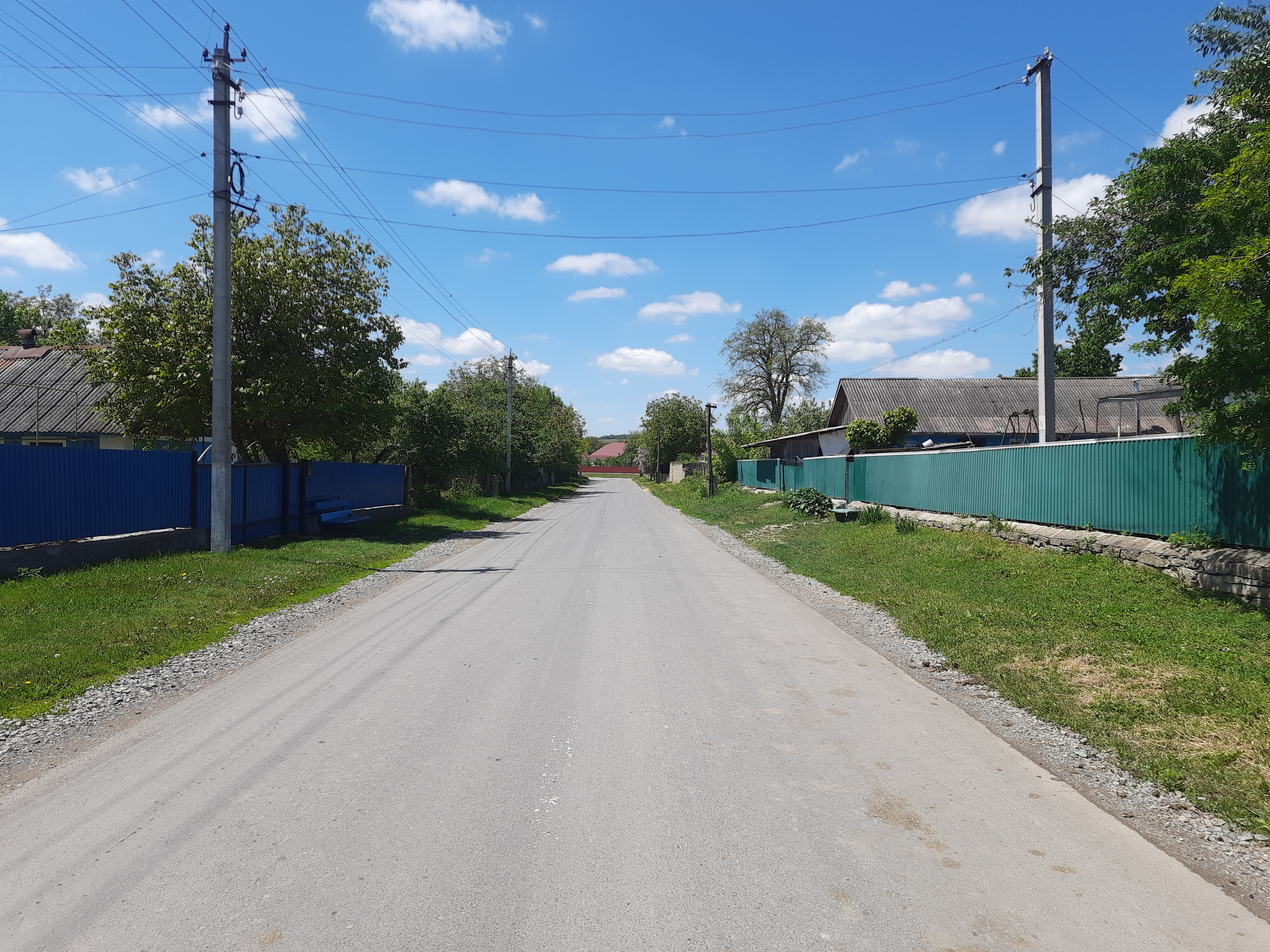
Сільська вулмця
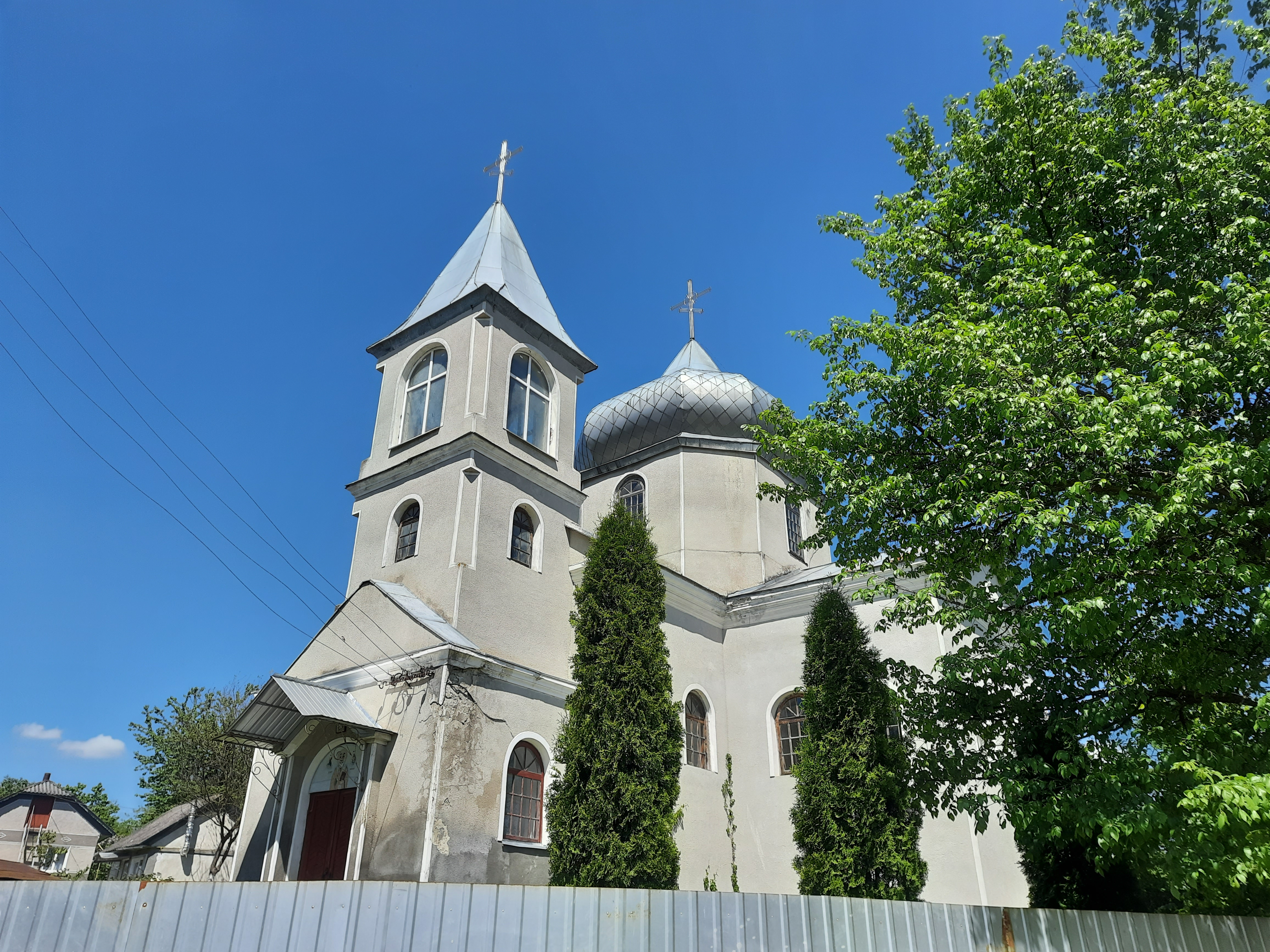
Миколаївська церква
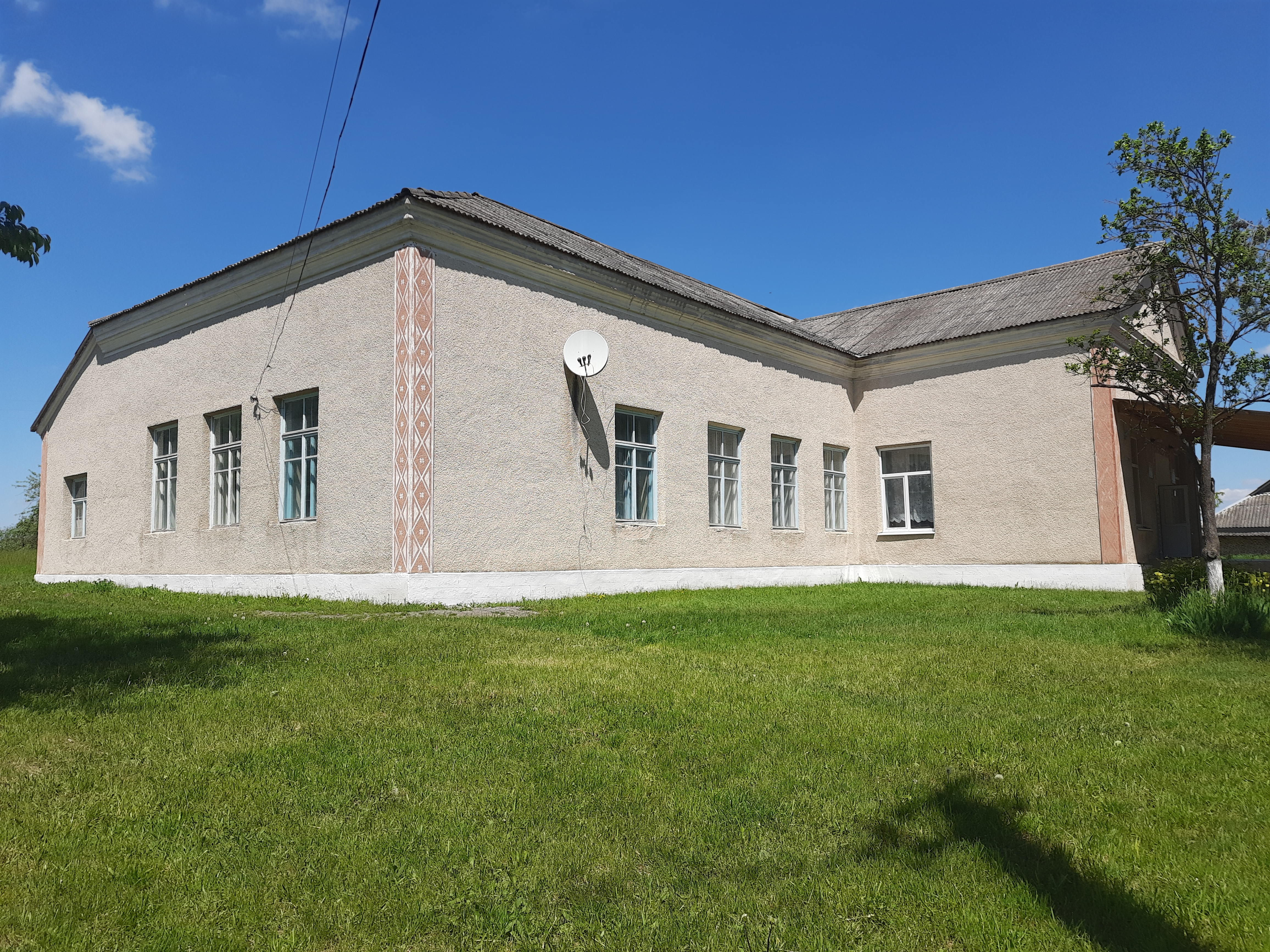
Будинок культури
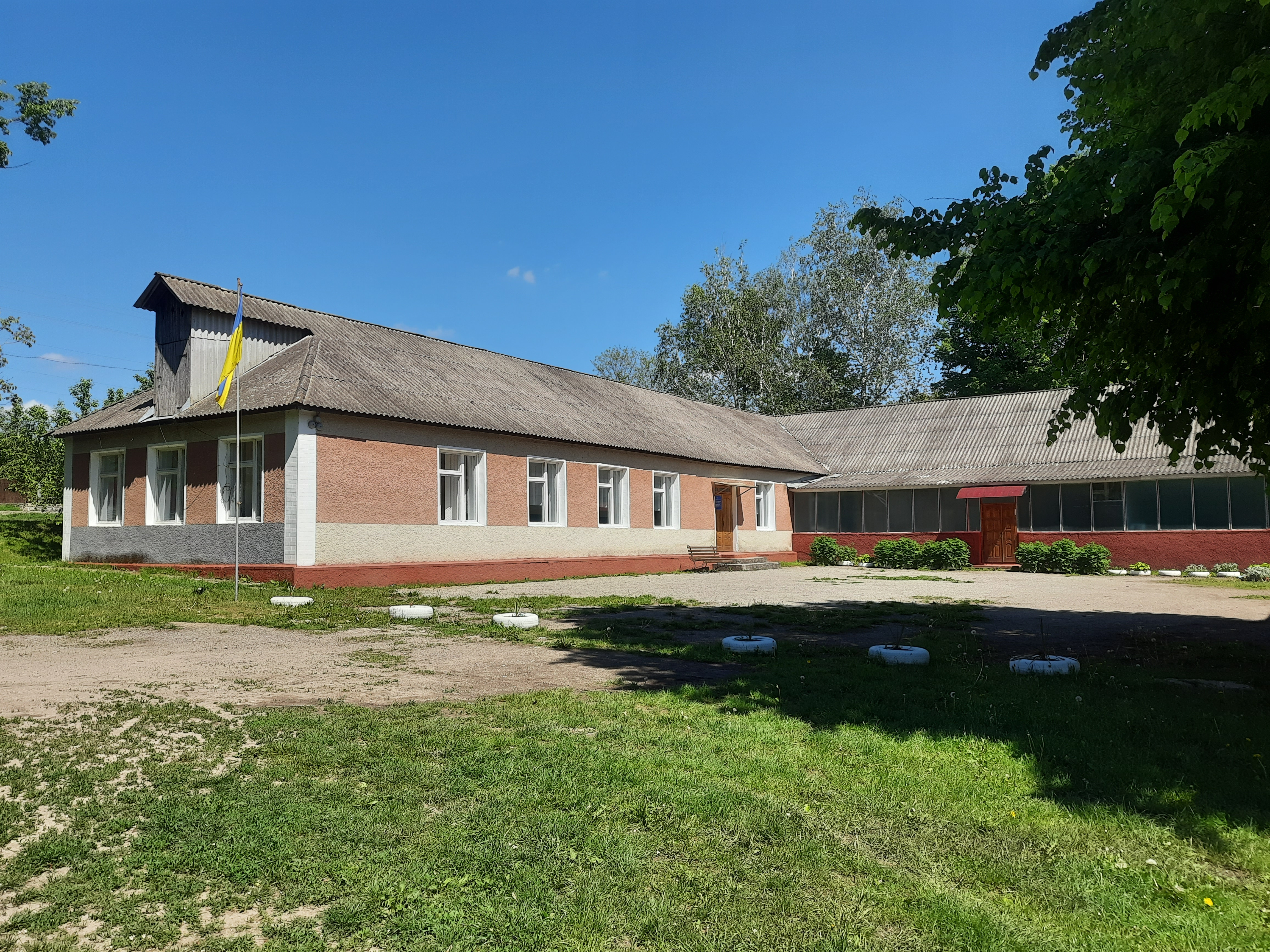
Школа